# Umm Ghuwailina
Umm Ghuwailina (árabe: أم غويلينة, romanizado: Umm Ghuwaylīnah) es un distrito de Catar ubicado en el municipio de Ad Dawhah.

## Puntos de referencia
- Centro de Salud Umm Ghuwailina en la calle Simaisma.[1]
- Supercentro Al Meera en la calle Ras Abu Aboud.[1]
- Periódico Al Arab en C Ring Road.[1]
- Oficina de Qatar Airways en C Ring Road.[1]
- Biblioteca Sheikh Ali Bin Abdulla Al Thani en B Ring Road.[1]
- Centro de Investigación y Estudios del Ministerio de Awqaf y Asuntos Islámicos en B Ring Road.[1]
- Departamento de Seguridad de la Capital del Ministerio del Interior en B Ring Road.[1]
- Oficina de Salud Ambiental de Umm Ghuwailina en la calle Umm Ghuwailina.[1]
- El parque de atracciones Doha Toy Town, el primer parque de atracciones cubierto del país,  está en la calle Ras Abu Aboud.[1]
- El Hotel Plaza Doha en la calle Ras Abu Aboud.[1]

## Plan Maestro Nacional de Catar
El Plan Maestro Nacional de Catar (QNMP) se describe como una "representación espacial de la Visión Nacional de Qatar 2030 ". Como parte del plan del Centro Urbano de QNMP, que tiene como objetivo implementar estrategias de desarrollo en 28 centros centrales que servirán a las comunidades circundantes, Umm Ghuwailina ha sido designado Centro de Distrito, que es la designación más baja.
El plan del centro del distrito de Umm Ghuwailina se centra en desarrollar la intersección de C Ring Road y Al Matar como un gran centro de uso mixto. Como aquí es donde se encuentra la estación de metro Umm Ghuwailina, también se construirán pasos de peatones a lo largo de ambas calles. También se planean rascacielos de alta densidad para ambas carreteras.

## Demografía
Según el censo de 2010, el distrito comprendía 6.340 viviendas y 607 establecimientos. Había 26.069 personas viviendo en el distrito, de las cuales el 75% eran hombres y el 25% mujeres. De los 679 habitantes, el 82% tenía 20 años o más y el 18% menos de 20 años. La tasa de alfabetización se situó en el 96,4%.
Las personas ocupadas constituían el 71% de la población total. Las mujeres representaban el 10% de la población activa, mientras que los hombres representaban el 90% de la población activa. 
| Año  | Población |
| ---- | --------- |
| 1986 | 13,226    |
| 1997 | 14,022    |
| 2004 | 19,345    |
| 2010 | 26,069    |

## Educación
La siguiente escuela tiene su sede en Umm Ghuwailina:
| Nombre de Escuela                | Plan de estudios | Calificación | Géneros      | Página web oficial | Ref.  |
| -------------------------------- | ---------------- | ------------ | ------------ | ------------------ | ----- |
| \| Al Qudus Model Boys School \| | Independiente    | Primario     | Solo hombres | N / A              | [ 4 ] |
| Al Qudus Model Boys School       |                  |              |              |                    |       |

En junio de 2019, en colaboración entre varios ministerios gubernamentales, se inauguró la primera escuela pública de habla inglesa como The First Ihsan School. Esto se hizo para proporcionar a las familias financieramente inseguras opciones de educación gratuitas que de otro modo no estarían disponibles para los que no hablan árabe. El colegio sigue el plan de estudios CIE.